# Santander (Cebu)
Santander ist eine philippinische Stadtgemeinde in der Provinz Cebu. Sie hat 17.857 Einwohner (Zensus 1. August 2015).
Santander ist die südlichste Stadtgemeinde der Provinz sowie der Insel Cebu. Schnelle Passagierboote verbinden Santander mit Sibulan in der Provinz Negros Oriental. Die Reisezeit beträgt 20 Minuten.

## Barangays
Santander ist politisch in zehn Baranggays unterteilt.
- Bunlan
- Cabutongan
- Candamiang
- Canlumacad
- Liloan
- Lip-tong
- Looc
- Pasil
- Poblacion
- Talisay

## Söhne und Töchter
- Leopoldo Sumaylo Tumulak (1944–2017), römisch-katholischer Geistlicher, Militärbischof